# Jules Verbeke
Pour les articles homonymes, voir Verbeke.
Jules Louis Verbeke (né le 15 septembre 1879 à Lille et mort le 22 juillet 1942 à Gennevilliers) est un nageur et un joueur de water-polo français.

## Biographie
Il naît le 15 septembre 1879 à Lille sous le nom de Gaillard, puis reconnu et légitimé par Louis Évariste Verbeke lors de son mariage avec Rosalie Gaillard en 1881.
Jules Verbeke est membre de l'équipe olympique de France de natation aux Jeux olympiques de 1900 à Paris. Lors de cette compétition, il remporte la médaille d'argent au 200 mètres par équipe en compagnie de ses coéquipiers Maurice Hochepied, Victor Hochepied, Joseph Bertrand et Victor Cadet.
Il meurt le 22 juillet 1942 à Gennevilliers.